# Afyonkarahisar (miasto)
Afyonkarahisar („Czarna twierdza opium”; Afyon) – miasto w Turcji, stolica prowincji Afyonkarahisar.
W roku 2014 miasto zamieszkiwało szacunkowo 210 tys. osób (dla porównania, w roku 2009 liczba mieszkańców szacowana była na ok. 170 tys.).
Przemysł cementowy, metalowy i spożywczy. Wyrabia się tam dywany. Ośrodek handlowy głównego w kraju regionu uprawy maku lekarskiego.
Zabytki:
- ruiny cytadeli Karahisar
- meczet z epoki Seldżuków – jeden z pięciu wpisanych na listę światowego dziedzictwa UNESCO[3]
- medresa (obecnie muzeum)

## Miasta partnerskie
- Niemcy: Hamm